# Мала Борла
Мала Борла (рос. Малая Борла) — село в Кузоватовському районі Ульяновської області Російської Федерації.
Населення становить 155 осіб. Входить до складу муніципального утворення Безводовське сільське поселення.

## Історія
Від 2004 року входить до складу муніципального утворення Безводовське сільське поселення.

## Населення
| 2010 |
| ---- |
| 155  |